# Standard, le film
Pour les articles homonymes, voir Standard.
Pour plus de détails, voir Fiche technique et Distribution.
Standard, le film est un film documentaire franco-belge de Benjamin Marquet sorti en 2014. Il traite de la ferveur et la fidélité des supporters du club belge de football du Standard de Liège.

## Synopsis
Le Standard de Liège est l'un des principaux clubs de Belgique, ce qu'on peut constater en voyant les supporters des rouches et de son « enfer de sclessin ».

## Fiche technique
- Titre : Standard, le film
- Réalisation : Benjamin Marquet
- Scénario : Brieux Férot et Benjamin Marquet
- Production : Tarantula Groupe Deux
- Pays de production :  Belgique,  France
- Langue : français
- Genre : documentaire
- Durée : 84 minutes (1h24)
- Dates de sortie : 
  - France : 10 janvier 2015